# Kat Ashley

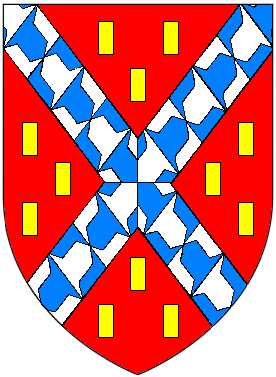
Les Armes de Champernowne : Gules, a saltire vair between twelve billets or.

Katherine Ashley (ou Astley) née Champernowne (env. 1502–1565) est la gouvernante de la future reine Élisabeth Ire d'Angleterre, ainsi qu'une de ses amies proches. La princesse la prénommait 'Kat', et c'est par le nom de 'Kat Ashley' qu'elle est généralement connue historiquement. On ne doit pas la confondre avec sa nièce Catherine Champernowne, mère de Walter Raleigh et d'Humphrey Gilbert.

## Enfance
Les origines de Katherine Champernowne ne sont pas certaines, mais elle est probablement la fille de John Champernowne de Dartington (1458–1503) et de Margaret Courtenay (env.1459-1504). Son nom dérive du nom du village de Cambernon en Normandie,  une ancienne propriété féodale de la famille Cambernon. Sa cousine Joan Champernowne épouse le fidèle serviteur du roi Henri VIII, Anthony Denny.

## Nomination en tant que gouvernante
Après la naissance d'Édouard VI, on retire à Élisabeth sa nurse, Lady Bryan, qui est transférée dans la maison du jeune prince. Élisabeth est placée sous l'autorité de Blanche Herbert, Lady Troy, qui demeure sa première gouvernante jusqu'à sa retraite (à la fin de 1545 ou au début de 1546) ; les comptes du Palais Hatfield, où grandit Élisabeth, montrent qu'elle envoyait une pension à Lady Troy. Katherine Champernowne est nommée dame de compagnie d'Élisabeth, que l'on appelait Lady Elizabeth à ce moment-là, en juin 1536. En 1537, quand Élisabeth a 4 ans, Katherine devient sa gouvernante, et répond désormais au nom de 'Kat'. 
Évidemment, Champernowne a été bien éduquée. Elle enseigne donc à Élisabeth l'astronomie, la géographie, les mathématiques, le français, le flamand, l'italien et l'espagnol. De plus, elle lui fait également travailler les travaux d'aiguille, la broderie, la danse, l'équitation et le maintien. À l'âge de 6 ans, Élisabeth est capable de coudre une magnifique chemise en batiste, qu'elle offre en cadeau à Édouard VI. Il est dit que Kat habitue Élisabeth à « un code élaboré de politesse et d'obéissance envers ses aînés ». Élisabeth elle-même loue le dévouement qu'avait accordé Kat à ses études, en déclarant que Kat s'était donnée beaucoup de mal pour lui enseigner les connaissances et l’honnêteté.

## Vie et Décès
En 1545, Katherine épouse John Ashley, l'assistant personnel de la Princesse Élisabeth. John Ashley est un cousin d'Anne Boleyn, la mère d'Élisabeth. Katherine a plus de 40 ans à cette date.
En 1543, Henry VIII épouse Catherine Parr. Parr donne à Élisabeth une vie de famille plus stable, et l'emmene à la Cour. Cependant, Henry meurt en 1547 et c'est son fils Édouard VI qui lui succède. Les oncles d'Édouard, Édouard et Thomas Seymour, tentent de contrôler le jeune roi. Peu après la mort d'Henry VIII, Thomas Seymour se renseigne pour savoir s'il lui est possible d'épouser soit Lady Mary, soit Élisabeth, ce qu'on lui refuse. Seymour se met donc immédiatement à courtiser Catherine Parr (ils ont eu une courte relation avant qu'elle ne devienne Reine). Âgée d'à peine 30 ans, et n'ayant pas d'enfants, Parr accepte presque sur le champ d'épouser Seymour, seulement 2 mois après la mort d'Henry. Seymour et Parr obtiennent l'approbation royale pour leur union, et s'installent à Chelsea avec Kat et la jeune Élisabeth.
Quand Thomas Seymour entame un badinage amoureux avec Élisabeth, alors âgée de 14 ans, Kat Ashley trouve d'abord cela amusant. Cependant, il entre un matin dans la chambre d'Élisabeth, en chemise de nuit, et commence à la chatouiller alors qu'elle est encore au lit. Kat, qui s'est peut-être amourachée de Seymour, s'en inquiète et décide d'en informer Catherine Parr, qui est plus tard accusée d'avoir maintenu Lady Elizabeth pendant que Seymour déchirait sa robe « en mille morceaux ». Finalement, il y a un évènement plus préoccupant puisque Kat déclare que la Reine Catherine a surpris Élisabeth dans les bras de Seymour. On fait la leçon à Élisabeth concernant l'importance de protéger sa réputation. Cependant, des rumeurs se propagent.
Les rumeurs concernant la liaison entre Élisabeth et Thomas Seymour débutent en 1548, en même temps que les révélations sur les manœuvres politiques de ce dernier. Le 20 janvier 1549, Kat Ashley est arrêtée et emmenée à la Tour, pour une possible participation aux activités de Seymour. Elle témoigne et est déclarée non coupable de trahison. Elle est relâchée treize jours avant l'exécution de Seymour. Malgré les lourds interrogatoires, Katherine n'implique pas Élisabeth dans les desseins de Seymour. Blanche Parry devient la Gouvernante en Chef d'Élisabeth pendant que Kat est en prison. Dès août 1549, Kat retourne à Hatfield et reste avec Élisabeth jusqu'à ce que cette dernière soit enfermée à la Tour par Marie Ire, en 1554. Kat est autorisée à rejoindre Élisabeth en octobre 1555, mais est arrêtée en mai 1556, après la découverte de livres séditieux. Kat passe trois mois à la prison de la Fleet et, quand elle est relâchée, il lui est interdit de revoir Élisabeth. Quand Marie meurt en 1558, cet ordre est révoqué, et Kat est nommé Première Dame de Chambre. Elle devient influente, une source d'information pour la Reine, et également un moyen d'accéder à des faveurs de la part de la Reine. Elle meurt pendant l'été 1565, ce qui cause un immense chagrin à Élisabeth. Blanche Parry redevient sa Gouvernante en Chef.

## Représentations dans la culture populaire
- Elizabeth R (mini-série de la BBC en 1971) - Rachel Kempson
- Elizabeth (film de 1998) - Emily Mortimer
- Elizabeth (documentaire télé de 2000) - Jan Winters
- The Virgin Queen (mini-série en 2005-2006) - Tara Fitzgerald
- Les Tudors (série télévisée diffusée entre 2007 et 2010) - Maude Hirst[6]
- The Queen's Governess (roman de Karen Harper)